# Lenzitopsis
Lenzitopsis är ett släkte av svampar. Lenzitopsis ingår i familjen Thelephoraceae, ordningen Thelephorales, klassen Agaricomycetes, divisionen basidiesvampar och riket svampar.
|             | Thelephora                             |
|             |                                        |
|             | Tomentella                             |
|             |                                        |
|             | Pseudotomentella                       |
|             |                                        |
|             | Hypochnus                              |
|             |                                        |
|             | Tomentellastrum                        |
|             |                                        |
|             | Phaneroites                            |
|             |                                        |
|             | Phanerodontia                          |
|             |                                        |
|             | Amaurodon                              |
|             |                                        |
|             | Skepperia                              |
|             |                                        |
|             | Parahaplotrichum                       |
|             |                                        |
|             | Gymnoderma                             |
|             |                                        |
|             | Tomentellopsis                         |
|             |                                        |
| Lenzitopsis | \| \| Lenzitopsis oxycedri \| \| \| \| |
|             | \| \| Lenzitopsis oxycedri \| \| \| \| |
|             | Botryobasidium                         |
|             |                                        |
|             | Pleurobasidium                         |
|             |                                        |
|             | Entolomina                             |
|             |                                        |
|             | Polyozellus                            |
|             |                                        |
|             | Lenzitopsis oxycedri                   |
|             |                                        |

|  | Lenzitopsis oxycedri |
|  |                      |